# Konstantínos Karamanlís
Konstantínos G. Karamanlís (řecky Κωνσταντίνος Γ. Καραμανλής) (8. března 1907 Proti, Serres – 23. dubna 1998 Athény), byl čtyřikrát ministerským předsedou a dvakrát prezidentem Řecka.

## Mládí
Narodil se v obci Proti, v Makedonii (Osmanská říše, dnes Řecko). Řeckým občanem se stal v roce 1913, kdy se po druhé balkánské válce Makedonie spojila s Řeckem. Jeho otec, Georgios Karamanlis, byl učitel, který v letech 1904–1908 bojoval za připojení Makedonie k Řecku. Po dětství stráveném v Makedonii odešel Konstantinos do Atén studovat práva. Po studiích si otevřel praxi v Serres a vstoupil do konzervativní Lidové strany Řecka, za kterou byl ve svých 28 letech v roce 1936 zvolen do Parlamentu.